# Fredrik af Klinteberg
Fredrik af Klinteberg, född den 2 april 1852 i Karlskrona, död den 17 mars 1922 i Stockholm, var en svensk jurist. Han var sonson till Wilhelm af Klinteberg och dotterson till Fredrik Ulrik Wrangel.
af Klinteberg blev student vid Lunds universitet 1871 och avlade examen till rättegångsverken där 1875. Han blev vice häradshövding 1878, tillförordnad fiskal i Svea hovrätt 1881, adjungerad ledamot där 1883, ordinarie fiskal 1885 och assessor 1888. af Klinteberg var hovrättsråd 1895–1913 och divisionsordförande 1905–1913. Han blev riddare av Nordstjärneorden 1895 och kommendör av andra klassen av samma orden 1909.